# Todos los nombres de Dios
Todos los nombres de Dios es un largometraje de thriller de acción español de 2023. Está dirigida por Daniel Calparsoro y protagonizada por Luis Tosar e Inma Cuesta.

## Sinopsis
Tras un atentado, Santi es tomado como rehén por Hamza, el único terrorista superviviente. Un giro inesperado intercambia los papeles y Santi se convierte en una bomba humana caminando por la Gran Vía de Madrid con un chaleco cargado con explosivos. Los servicios de inteligencia, emergencia e incluso los medios de comunicación, unirán fuerzas para salvarle la vida en un impresionante despliegue de medios con consecuencias inesperadas.

## Reparto
- Luis Tosar como Santiago «Santi» Gómez
- Inma Cuesta como Comandante Pilar Montero
- Nourdin Batán como Hamza Chait
- Roberto Enríquez como Agente Gerardo Galván
- Patricia Vico como Laura Gómez
- Lucas Nabor como Raúl Gómez
- Fernando Cayo como Ramón
- Antonio Buíl como Capitán Vilches
- Fátima-Zohra Mohamed como Farida
- Intissar El Meskine como Selma Chait
- Anna Alarcón como Agente Isa